# Municipio de Northwest (Misuri)
El municipio de Northwest (en inglés: Northwest Township) es un municipio ubicado en el condado de San Luis en el estado estadounidense de Misuri. En el año 2010 tenía una población de 32245 habitantes y una densidad poblacional de 337,61 personas por km².

## Geografía
El municipio de Northwest se encuentra ubicado en las coordenadas 38°46′51″N 90°25′33″O / 38.78083, -90.42583. Según la Oficina del Censo de los Estados Unidos, el municipio tiene una superficie total de 95.51 km², de la cual 89.96 km² corresponden a tierra firme y (5.81%) 5.55 km² es agua.

## Demografía
Según el censo de 2010, había 32245 personas residiendo en el municipio de Northwest. La densidad de población era de 337,61 hab./km². De los 32245 habitantes, el municipio de Northwest estaba compuesto por el 76.98% blancos, el 17.63% eran afroamericanos, el 0.22% eran amerindios, el 1.76% eran asiáticos, el 0.02% eran isleños del Pacífico, el 1.2% eran de otras razas y el 2.18% pertenecían a dos o más razas. Del total de la población el 3.04% eran hispanos o latinos de cualquier raza.